# Staré Brno
Staré Brno (německy Alt-Brünn, v hantecu Oltec) je městská čtvrť západně od centra statutárního města Brna. Její katastrální území má rozlohu 1,68 km². Původně samostatný městys byl k Brnu připojen v roce 1850, od 24. listopadu 1990 je součástí samosprávné městské části Brno-střed. Žije zde přes 17 000 obyvatel.
Rozkládá se v údolí Svratky pod hradem Špilberk a Žlutým kopcem.

## Charakteristika čtvrti
Celá čtvrť má výrazně městský charakter. Centrem Starého Brna je Mendlovo náměstí. Celou čtvrť tvoří 3–6 patrové bytové domy, obchodní centra, jsou tu také restaurace, herny, obchody atd. Mezi nejvýznamnější ulice na Starém Brně patří Poříčí, Nové Sady, Hybešova, Pekařská, Křížová, Úvoz, Hlinky a Veletržní. Sídlí zde Fakultní nemocnice u svaté Anny, Masarykův onkologický ústav či pivovar Starobrno. Staré Brno nabízí z katastrálních území statutárního města Brna druhé největší množství památek, např. gotický Starobrněnský klášter s bazilikou Nanebevzetí Panny Marie, nyní augustiniánský, založený roku 1323 Eliškou Rejčkou, Mendelovo muzeum MU či Letohrádek Mitrovských.

## Obyvatelstvo
| 1970   | 1980   | 1991   | 2001   | 2011   | 2021   |
| ------ | ------ | ------ | ------ | ------ | ------ |
| 22 108 | 17 030 | 13 883 | 13 024 | 12 259 | 17 640 |

## Historie čtvrti

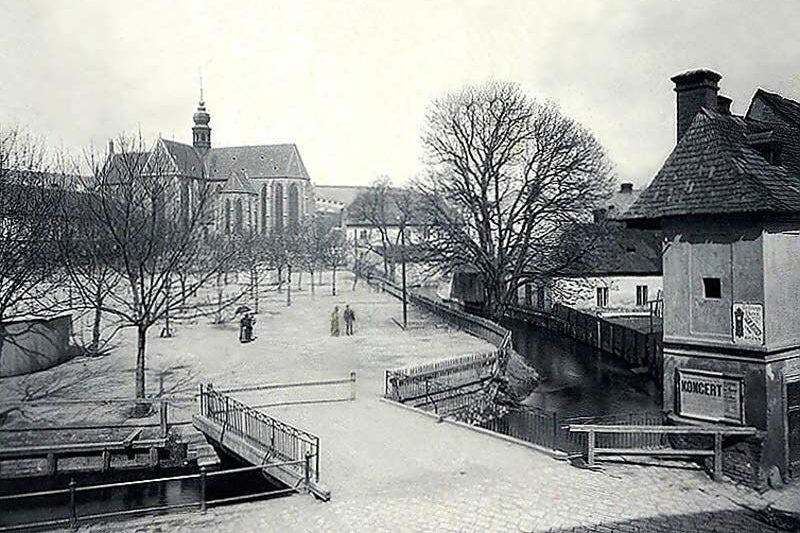
Mendlovo náměstí (1896)

Staré Brno vzniklo již kolem roku 1000 a pravděpodobně již ve 14. století bylo městysem. K Brnu bylo připojeno 6. července 1850.
Až do 60. let 20. století mělo Staré Brno výrazně odlišné hranice než má v současnosti. V minulosti existovalo na území dnešního Starého Brna hned několik katastrálních území nebo jejich částí. Vedle severovýchodní části původního starobrněnského katastru to byla celá katastrální území V Jirchářích, U Svaté Anny, téměř celá katastrální území Pekařská a Silniční, polovina katastrálního území Nové Sady a menší části katastrálních území Křížová a Město Brno. Původní katastr Starého Brna, zahrnující mimo jiné jádro moderního Starého Brna, byl však mnohem větší než dnes. Mimo části moderního katastru k němu náležela většina Pisárek a asi třetina Štýřic. Vedle výše zmíněných katastrů, jejichž zdejší zástavba však s ním postupně splynula, k němu nepatřily ani svahy Žlutého kopce, náležející k výše zmíněnému katastrálnímu území Křížová. Při založení brněnského ústředního hřbitova na původně hornoheršpických pozemcích roku 1883 byl stávající starobrněnský katastr přejmenován na Staré Brno I. Zároveň byl Ústřední hřbitov připojen k Brnu jako nové katastrální území Staré Brno II, které mělo charakter oddělené exklávy. Roku 1919 byly oba starobrněnské katastry sloučeny pod názvem Staré Brno a Vídeňka. Součástí nového katastru se zároveň stalo velké území na severozápadě dosavadního katastru obce Horní Heršpice. Roku 1942 byla k tomuto katastru připojeno katastrální území U Svaté Anny, západní část katastrálního území V Jirchářích a malá část katastrálního území Křížová.
Při druhé katastrální reformě Brna z let 1966–69 bylo katastrální území Staré Brno a Vídeňka zrušeno a rozděleno mezi obnovené, avšak nově vymezené katastrální území Staré Brno a nová katastrální území Pisárky a Štýřice. Součástí nově vymezeného Starého Brna se stal také Žlutý kopec (původně součást zrušeného katastrálního území Křížová), území ohraničené na západě ulicemi Náplavkou, Křídlovickou a Hybešovou (původně součást zrušeného katastrálního území Nové Sady), téměř celá území již roku 1942 zrušených katastrů Pekařská a Silniční (Hybešova) ulice a malá jihozápadní část původního katastrálního území Město Brno.

## Galerie

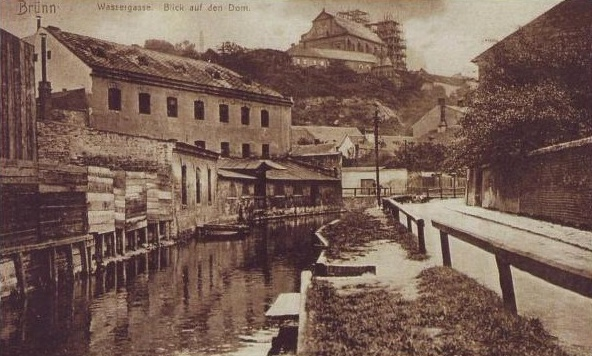
Svratecký náhon a ulice Vodní v roce 1905
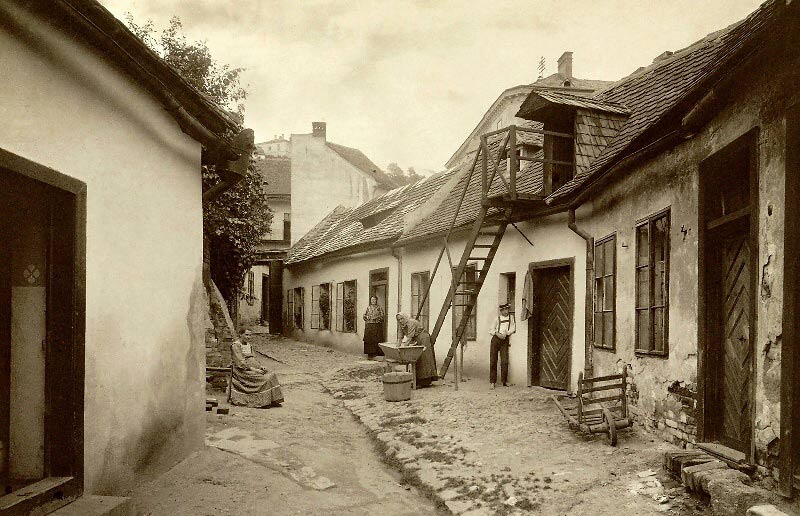
Provaznická ulička (později zaniklá) v roce 1907
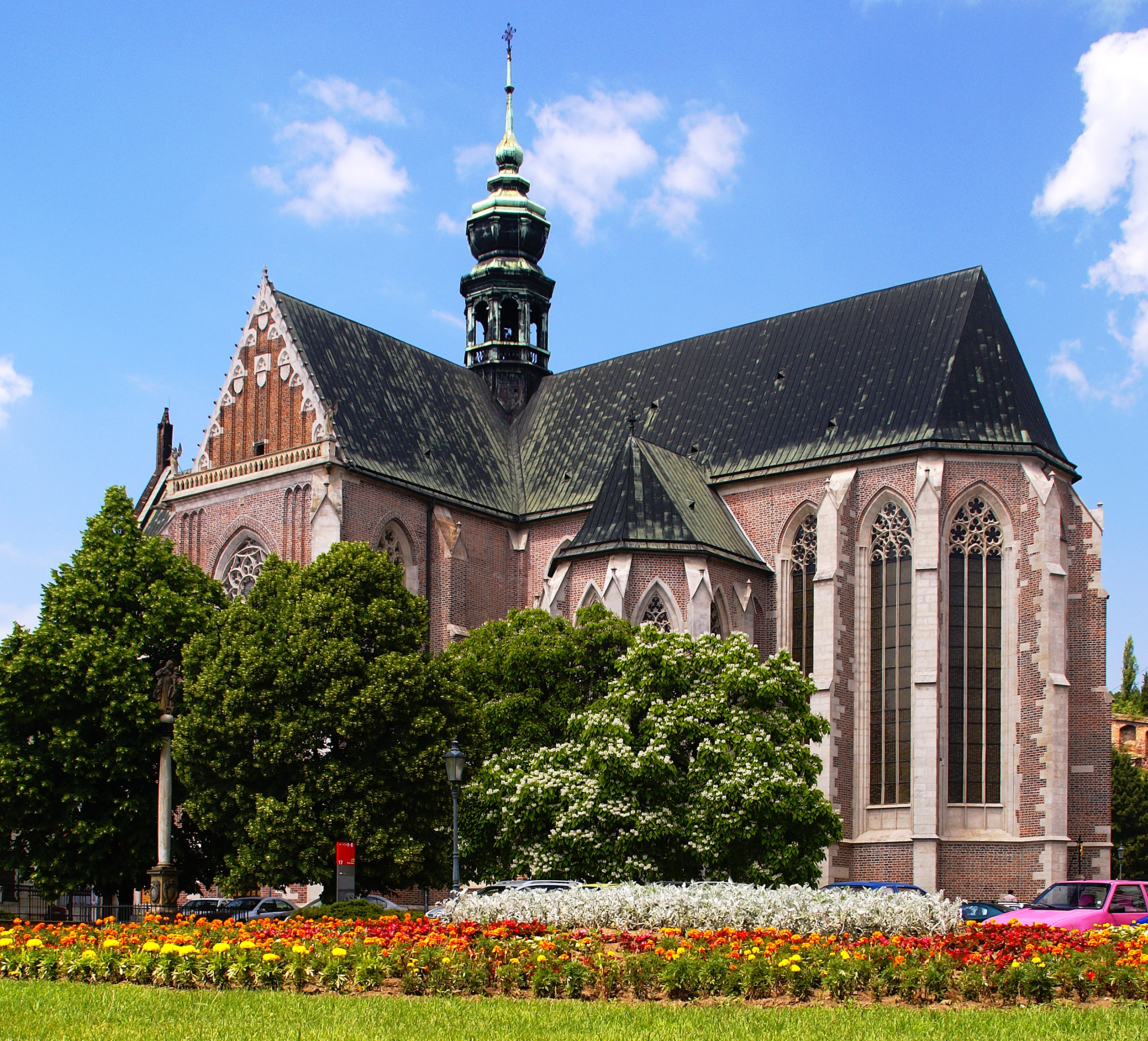
Bazilika Nanebevzetí Panny Marie
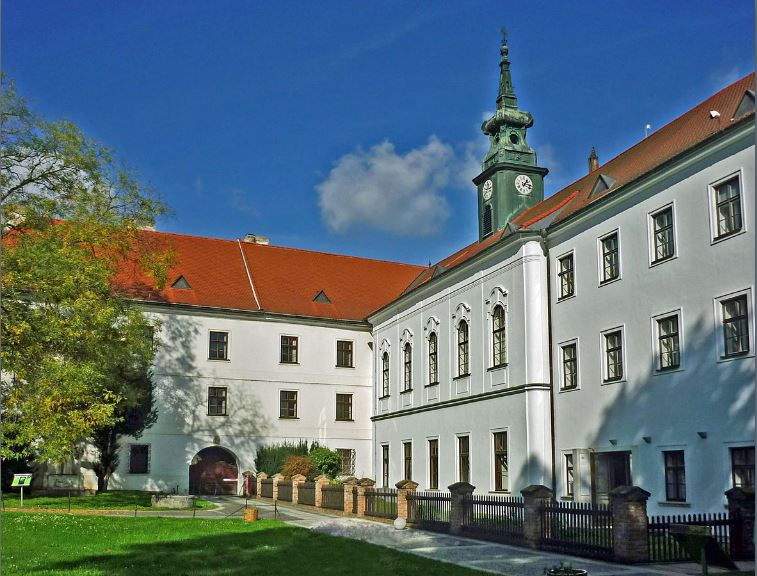
Starobrněnský klášter
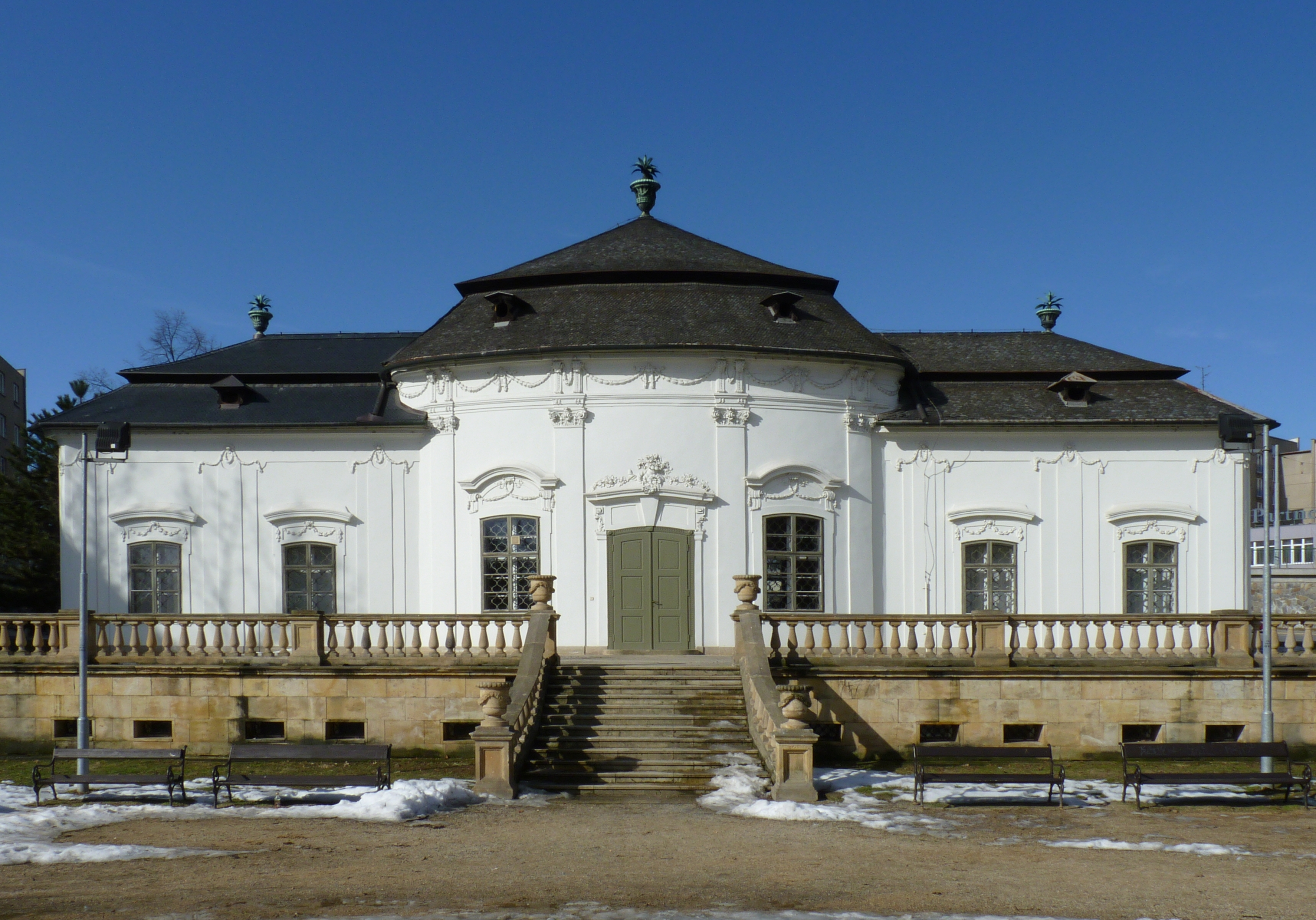
Letohrádek Mitrovských
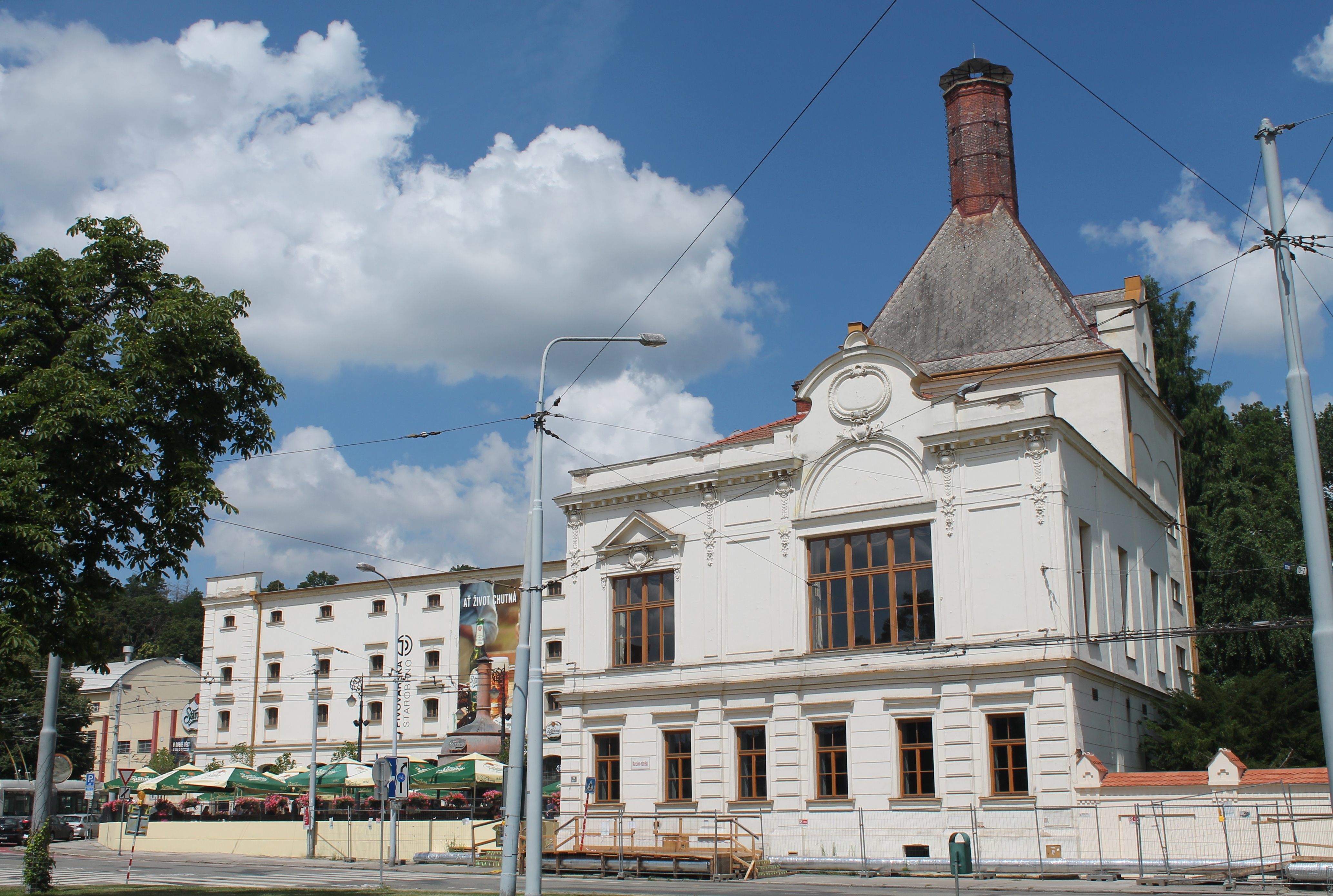
Bývalý starobrněnský pivovar
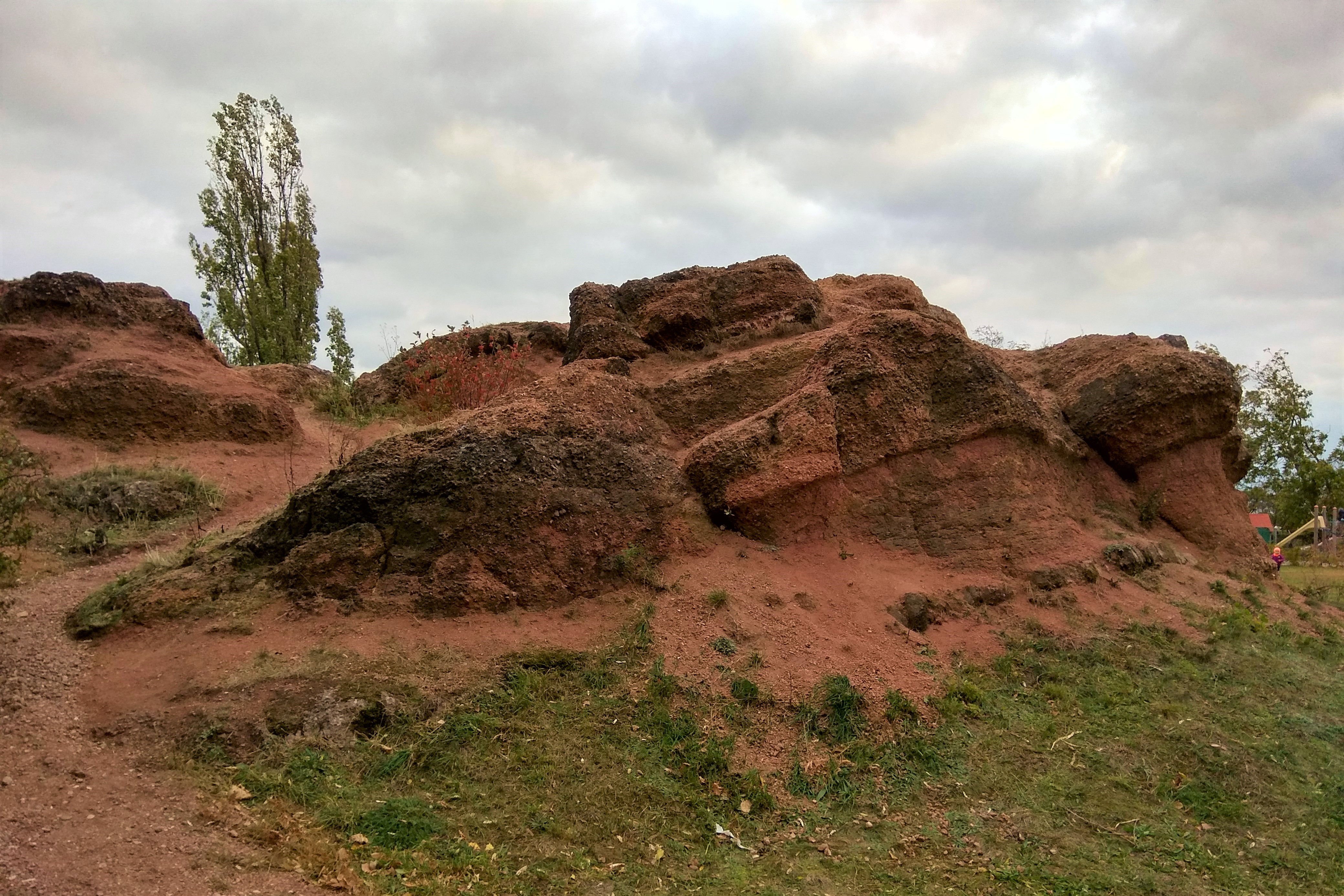
Skalní útvar Helgoland na Žlutém kopci
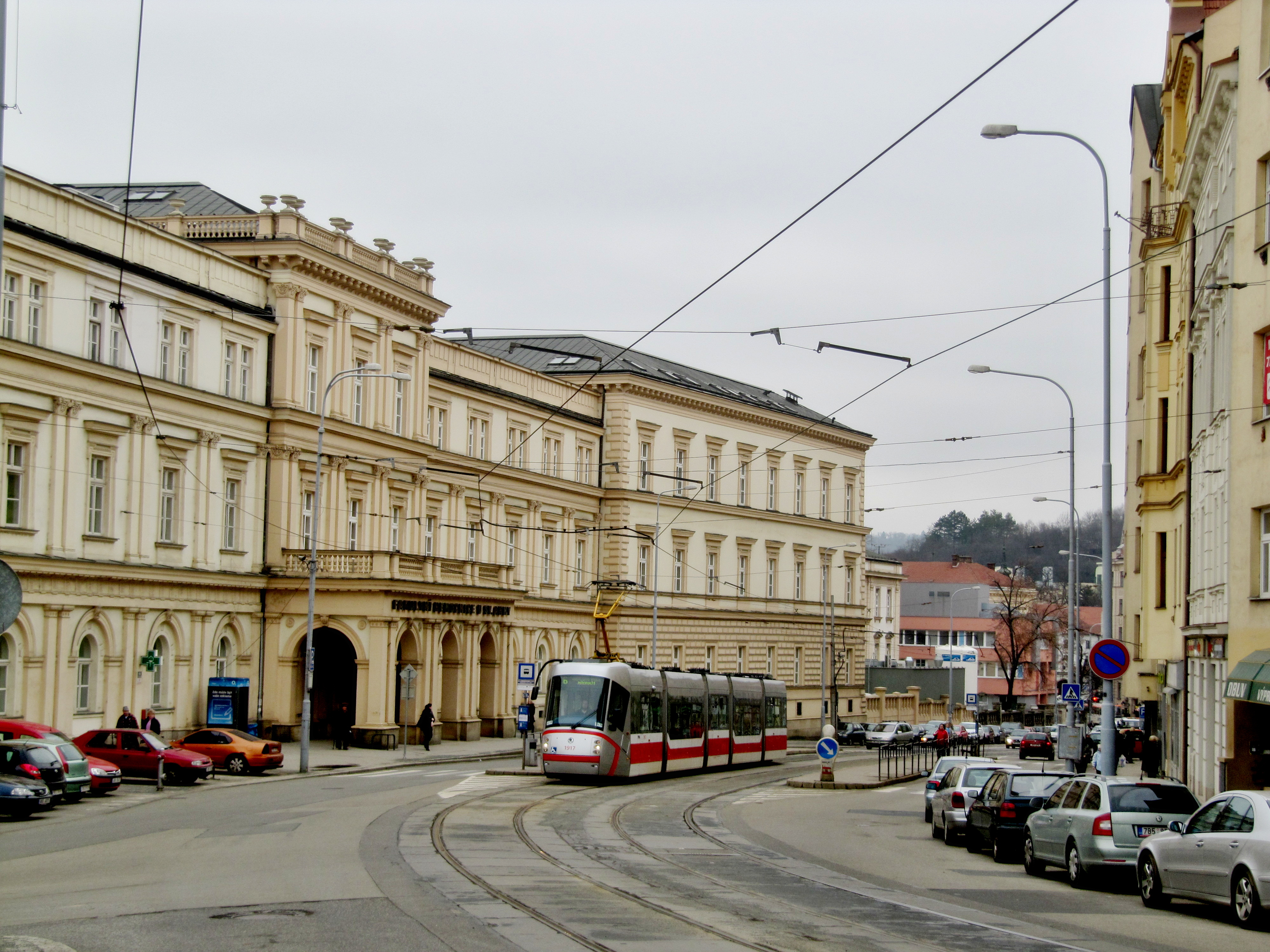
Fakultní nemocnice u sv. Anny v Brně z ulice Pekařská